# Gemmula granosus
Gemmula granosus é uma espécie de gastrópode do gênero Gemmula, pertencente a família Turridae.